# Mongolské jméno
Mongolská jména prošla v historii několika velkými změnami, kdy byla původní při pronikání buddhismu téměř úplně nahrazena tibetskými a tibetská následně nahrazena novými mongolskými jmény. Co se týká jmen lze v současnosti také nalézt určité rozdíly mezi jmény v Mongolsku a v čínském Vnitřním Mongolsku. Co se týká struktury, většinou se jméno skládá ze dvou částí, přičemž nejdůležitější roli hraje rodné jméno (mongolsky ner), méně podstatnou část tvoří patronymické (matronymické) jméno, v Mongolsku se v posledních letech (od roku 2000 oficiálně) objevuje také třetí část, rodové jméno, to má ale zatím nejmenší důležitost.
Jméno po otci (matce), které většinou stojí na prvním místě může být buď přímo rodné jméno rodiče, nebo genitiv tohoto jména, v praxi (při podpisu apod.) se někdy úplně vypouští nebo zkracuje na jedno písmeno. Poněkud matoucím dojem mohla zanechat praxe, kdy se dříve např. v pasech kolonka pro toto jméno překládala jako „jméno“ (name) a kolonka s rodným jménem jako „příjmení“ (surname), což dnes neplatí.

## Části jména

### Rodné jméno
Rodné jméno (mongolsky нэр ner) představuje nejdůležitější část, jím se mezi sebou Mongolové oslovují, podle něho jsou také řazeni v abecedních seznamech apod. Často se vyskytuje zcela samostatně, jinak počítáno zleva doprava stojí zpravidla na posledním místě.
Například bývalý mongolský prezident Cachjagín Elbegdordž má rodné jméno Elbegdordž.

### Patronymum
Patronymum (mongolsky эцгийн нэр ecgín ner, dříve také овог ovog, což se dnes používá pro klanové jméno) mají všichni Mongolové a slouží převážně k rozeznání více lidí stejného rodného jména. Patronymum je posesivum utvořeno z rodného jména otce pomocí genitivní koncovky (např. Cachjagín od rodného jména Cachja, či Batyn od Bat), případně může být odvozeno ze jména matky (k vytvoření matronyma se přistupuje spíše výjimečně, když např. otec není znám apod.). Zcela výjimečné není ani užívání patronyma ve formě nominativu, případně je zkracováno na jedno písmeno.
Například tedy mongolská ministryně Sandžásürengín Ojún (Санжаасүрэнгийн Оюун) má patronymum Sandžásürengín (její rodič se tedy jmenoval Sandžásüren), též o ní bylo referováno jako o Sanjaasuren Oyun (zde se krom užití  obou částí jmen v nominativu objevuje též problém konkurence dvou přepisů z cyrilice), ale je možné se také setkat s tvarem S. Ojún (С. Оюун).

### Klanové jméno
Klanové jméno (mongolsky овог ovog) je třetí část mongolského jména užívaná na rozdíl od předchozích dvou částí pouze v Mongolsku. Užívání kmenových jmen bylo zrušeno v roce 1925, nové zavedení přišlo na základě kulturního zákona z roku 1996, na jehož základě bylo vládním nařízením ustanoveno, že každý občan má mít též klanové jméno. Toto jméno má stále nejmenší váhu a v praxi se téměř nevyužívá.
Výběr klanových jmen je rozmanitý, nejčastěji to jsou jména starobylých mongolských klanů (Bordžigin ap.), ovšem například Džugderdemidín Gurragčá si vybral jméno Sansar (Vesmír) jako odkaz na svůj let do vesmíru.

## Přepis
Tak jako u všech jmen jazyků nepoužívajících latinku působí přepis určité problémy. V českém prostředí se lze setkat s několika systémy přepisu z mongolské cyrilice do latinky, mezinárodní platnost má přepis podle mongolského národního standardu (MNS 5217) vycházjící z anglické grafiky, nicméně vzhledem k dobrému systému české transkripce se i v matriční praxi doporučuje používat český přepis.
Jiné těžkosti vyvstávají u jmen ve Vnitřním Mongolsku, kde se pro zápis používá mongolské písmo. V oficiální úrovni se často používá přepis přes znaky a pchin-jin.